# Kötlutangi
Kötlutangi é um cabo da Islândia que constitui o extremo meridional da ilha principal da Islândia (mas não de todo o território islandês). Fica a sul de Mýrdalssandur, a sudeste do vulcão Katla, e a leste de Vík í Mýrdal.